# Plectrone malvari
Plectrone malvari är en skalbaggsart som beskrevs av Arnaud 1992. Plectrone malvari ingår i släktet Plectrone och familjen Cetoniidae. Inga underarter finns listade i Catalogue of Life.